# Pseudococcus microcirculus
Pseudococcus microcirculus är en insektsart som beskrevs av Mckenzie 1960. Pseudococcus microcirculus ingår i släktet Pseudococcus och familjen ullsköldlöss. Inga underarter finns listade i Catalogue of Life.